# Mistrzostwa Polski w Kajakarstwie 2009
71. Mistrzostwa Polski seniorów w kajakarstwie – odbyły się w Poznaniu w dniach 3 lipca–5 lipca 2009.
Mistrzostwa rozgrywane były na Torze Regatowym "Malta"

## Medaliści

### Mężczyźni

#### Kanadyjki
| Konkurencja | Złoto                                                                                | Czas    | Srebro                                                                             | Czas    | Brąz                                                                                         | Czas    |
| C-1 200 m   | Roman Rynkiewicz (AZS AWF Gorzów Wlkp.)                                              | 41,442  | Paweł Skowroński (Dojlidy Białystok)                                               | 41,498  | Arkadiusz Toński (OKSW Olsztyn)                                                              | 41,724  |
| C-1 500 m   | Paweł Baraszkiewicz (Posnania)                                                       | 1:51,49 | Adam Ginter (Spójnia Warszawa)                                                     | 1:51,72 | Łukasz Woszczyński (AZS AWF Gorzów Wlkp.)                                                    | 1:52,06 |
| C-1 1000 m  | Marcin Grzybowski (Posnania)                                                         | 3:56,28 | Piotr Kuleta (Zawisza Bydgoszcz)                                                   | 3:56,48 | Łukasz Woszczyński (AZS AWF Gorzów Wlkp.)                                                    | 3:58,53 |
| C-2 200 m   | Roman Rynkiewicz Łukasz Woszczyński (AZS AWF Gorzów Wlkp.)                           | 38,953  | Michał Hertel Jakub Koźbiał (AZS AWF Gorzów Wlkp.)                                 | 40,413  | Paweł Baraszkiewicz Kamil Mendalka (Posnania Poznań)                                         | 40,719  |
| C-2 500 m   | Roman Rynkiewicz Łukasz Woszczyński (AZS AWF Gorzów Wlkp.)                           | 1:42,90 | Kamil Mendalka Przemysław Kaczmarek (Posnania Poznań)                              | 1:44,47 | Paweł Baraszkiewicz Mariusz Kruk (Posnania Poznań)                                           | 1:46,80 |
| C-2 1000 m  | Kamil Mendalka Paweł Baraszkiewicz (Posnania Poznań)                                 | 3:41,75 | Michał Hertel Jakub Koźbiał (AZS AWF Gorzów Wlkp.)                                 | 3:42,94 | Piotr Okuniewski Jakub Kubicz (AZS AWF Gorzów Wlkp.)                                         | 3:43,61 |
| C-4 200 m   | Posnania Poznań Paweł Baraszkiewicz Kamil Mendalka Mariusz Kruk Przemysław Kaczmarek | 36,288  | AZS AWF Gorzów Wlkp. Roman Rynkiewicz Łukasz Woszczyński Michał Hertel Łukasz Gros | 37,698  | OKSW Olsztyn Patryk Pawlicki Marcin Krzysztofiak Arkadiusz Toński Andrzej Sołoducha          | 37,914  |
| C-4 1000 m  | Posnania Poznań Paweł Baraszkiewicz Marcin Grzybowski Mariusz Kruk Radosław Sikorski | 3:31,44 | Zawisza Bydgoszcz Piotr Kuleta Michał Ruczyński Marcin Ruczyński Marcin Kobierski  | 3:33,73 | Astoria Bydgoszcz Daniel Kurantkiewicz Jarosław Wengierski Mariusz Szulc Tomasz Sobiechowski | 3:36,09 |

#### Kajaki
| Konkurencja | Złoto                                                                            | Czas    | Srebro                                                                             | Czas    | Brąz                                                                              | Czas    |
| K-1 200 m   | Marek Twardowski (Sparta Augustów)                                               | 36,257  | Tomasz Mendelski (OKS Olsztyn)                                                     | 37,065  | Krzysztof Majerski (Fala Lublin)                                                  | 37,401  |
| K-1 500 m   | Marek Twardowski (Sparta Augustów)                                               | 1:39,93 | Piotr Siemionowski (Zawisza Bydgoszcz)                                             | 1:40,88 | Mateusz Olejniczak (Posnania Poznań)                                              | 1:44,66 |
| K-1 1000 m  | Marek Twardowski (Sparta Augustów)                                               | 3:35,15 | Krzysztof Łuczak (Posnania Poznań)                                                 | 3:36,96 | Mariusz Kujawski (Zawisza Bydgoszcz)                                              | 3:37,64 |
| K-2 200 m   | Marek Twardowski Adam Wysocki (Sparta Augustów)                                  | 34,000  | Mchał Zwoliński Krzysztof Wroniewicz (OKS Olsztyn)                                 | 34,462  | Karol Marcikjan Denis Ambroziak (OKS Olsztyn)                                     | 34,660  |
| K-2 500 m   | Marek Twardowski Adam Wysocki (Sparta Augustów)                                  | 1:29,74 | Jakub Cebula Marcin Nickowski (AZS AWF Gorzów WLKP.)                               | 1:30,40 | Paweł Florczak Wojciech Pannelier (Astoria Bydgoszcz)                             | 1:31,61 |
| K-2 1000 m  | Marek Twardowski Adam Wysocki (Sparta Augustów)                                  | 3:18,86 | Wojciech Pannelier Paweł Sieracki (Astoria Bydgoszcz)                              | 3:20,11 | Łukasz Przybył Jakub Siast (Posnania Poznań)                                      | 3:21,81 |
| K-4 200 m   | OKS Olsztyn Michał Zwoliński Tomasz Mendelski Krzysztof Wroniewicz Tomasz Szwed  | 31,79   | Astoria Bydgoszcz Paweł Florczak Wojciech Pannelier Patryk Kempiński Jakub Drzazga | 32,53   | AZS AWF Gorzów Wlkp. Jakub Cebula Marcin Nickowski Mateusz Bochenek Rafał Soiński | 32,58   |
| K-4 1000 m  | Posnania Poznań Robert Krawiec Dawid Wardowicz Tomasz Olszewski Krzysztof Łuczak | 2:57,34 | Zawisza Bydgoszcz Piotr Siemionowski Mariusz Kujawski Rafał Maroń Paweł Baumann    | 2:59,72 | Astoria Bydgoszcz Paweł Florczak Wojciech Pannelier Paweł Sieracki Jakub Drzazga  | 3:00,83 |

### Kobiety

#### Kajaki
| Konkurencja | Złoto                                                                                    | Czas    | Srebro                                                                                     | Czas    | Brąz                                                                                        | Czas    |
| K-1 200 m   | Marta Walczykiewicz (Posnania Poznań)                                                    | 42,548  | Edyta Dzieniszewska (Sparta Augustyó)                                                      | 44,388  | Monika Borowicz (Posnania Poznań)                                                           | 44,548  |
| K-1 500 m   | Beata Mikołajczyk (UKS kopernik Bydgoszcz)                                               | 1:51,96 | Dorota Kuczkowska (WTW Warszawa)                                                           | 1:52,83 | Małgorzata Chojnacka (Posnania)                                                             | 1:53,12 |
| K-1 1000 m  | Małgorzata Chojnacka (Posnania Poznań)                                                   | 3:54,70 | Beata Mikołajczyk (UKS Kopernik Bydgoszcz)                                                 | 3:56,47 | Dorota Kuczkowska (WTW Warszawa)                                                            | 3:57,47 |
| K-2 200 m   | Małgorzata Chojnacka Marta Walczykiewicz (Posnania Poznań)                               | 39,678  | Alicja Suchecka Monika Borowicz (Posnania Poznań)                                          | 40,958  | Daria Polakowska Agnieszka Kowalczyk (AZS AWF Gorzów Wlkp.)                                 | 40,964  |
| K-2 500 m   | Beata Mikołajczyk Sandra Pawełczak (UKS Kopernik Bydgoszcz)                              | 1:47,46 | Magdalena Krukowska Laura Kryger (UKS Kopernik Bydgoszcz)                                  | 1:49,14 | Barbara Przybylska Katarzyna Wróbel (Gwarek Czechowice-Dziedzice)                           | 1:50,36 |
| K-2 1000 m  | Daria Polakowska Agnieszka Kowalczyk (AZS AWF Gorzów Wlkp.)                              | 3:50,23 | Justyna Jurzak Joanna Tarasiewicz (Gwarek Czechowice-Dziedzice)                            | 3:53,48 | Ewa Bresińska Paula Chudzińska (Warta Poznań)                                               | 3:54,27 |
| K-4 200 m   | Posnania Poznań Marta Walczykiewicz Monika Borowicz Alicja Suchecka Małgorzata Chojnacka | 37,450  | Warta Poznań Ewelina Wojnarowska Monika Sarnowska Ewa Bresińska Paula Chudzińska           | 39,120  | AZS AWF Gorzów Wlkp. Marta Ryszkiewicz Emilia Kowalska Agnieszka Kowalczyk Daria Polakowska | 39,533  |
| K-4 500 m   | Posnania Poznań Małgorzata Chojnacka Marta Walczykiewicz Monika Borowicz Alicja Suchecka | 1:36,58 | UkS Kopernik Bydgoszcz Beata Mikołajczyk Sandra Pawełczak Magdalena Krukowska Laura Kryger | 1:36,74 | Warta Poznań Patrycja Wittman Marta Bisikkiewicz Jagoda Lemańska Hanna Perz                 | 1:42,24 |